# Hans Sommer (compositeur)
Pour les articles homonymes, voir Sommer.
Ne pas confondre avec le compositeur et mathématicien allemand Hans Sommer (1837-1922).
 (juin 2024).
Si vous disposez d'ouvrages ou d'articles de référence ou si vous connaissez des sites web de qualité traitant du thème abordé ici, merci de compléter l'article en donnant les références utiles à sa vérifiabilité et en les liant à la section « Notes et références ».
Hans Sommer, né le 22 mai 1904 à Berlin (alors Empire allemand) et mort le 22 octobre 2000 à Los Angeles (quartier de Pacific Palisades, Californie), est un compositeur et chef d'orchestre américain d'origine allemande.

## Biographie
Hans Sommer étudie notamment à l'Académie de musique de Berlin puis, par l'entremise de Max Reinhardt, entame sa carrière de compositeur et chef d'orchestre au théâtre en 1928, au Großes Schauspielhaus de Berlin.
Au début des années 1930, il intègre l'industrie du cinéma et contribue à des films allemands (le premier étant un court métrage sorti en 1932), ainsi qu'à des films français ou en coproduction.
De cette période européenne, mentionnons C'était un musicien de Maurice Gleize et Friedrich Zelnik (1934), Michel Strogoff de Jacques de Baroncelli et Richard Eichberg (1936), ou encore On a tué Sherlock Holmes de Karl Hartl (1937).
Son épouse étant de confession juive, le couple décide de fuir le nazisme et émigre en 1939 aux États-Unis, où il s'installe définitivement. Durant cette seconde période, Hans Sommer contribue donc à quelques films américains, le dernier comme compositeur étant La Première Légion de Douglas Sirk (1951).

## Filmographie partielle
(comme compositeur, sauf mention contraire)

### Période européenne
- 1933 : Es war einmal ein Musikus de Friedrich Zelnik
- 1934 : C'était un musicien de Maurice Gleize et Friedrich Zelnik (version alternative française de Es war einmal ein Musikus)
- 1935 : Quadrille d'amour de Richard Eichberg et Germain Fried
- 1936 : Kinderartz Dr. Engel de Johannes Riemann
- 1936 : Michel Strogoff de Jacques de Baroncelli et Richard Eichberg
- 1937 : Le Mari qu'il me faut (Der Mustergatte) de Wolfgang Liebeneiner
- 1937 : On a tué Sherlock Holmes (Der Mann, der Scherlock Holmes war) de Karl Hartl
- 1938 : Un amour en l'air (Die kleine und die große Liebe) de Josef von Báky
- 1938 : Sergeant Berry d'Herbert Selpin

### Période américaine
- 1940 : Rebecca d'Alfred Hitchcock (musique additionnelle)
- 1943 : The Mysterious Doctor de Benjamin Stoloff
- 1946 : Her Sister's Secret d'Edgar G. Ulmer
- 1946 : Boston Blackie and the Law (en) de D. Ross Lederman
- 1946 : Singin' in the Corn de Del Lord
- 1947 : Gas House Kids Go West de William Beaudine
- 1951 : La Première Légion (The First Legion) de Douglas Sirk
- 1953 : L'Appât (The Naked Spur) d'Anthony Mann (directeur musical)
- 1953 : Lili de Charles Walters (directeur musical)
- 1953 : Vaquero (Ride, Vaquero!) de John Farrow (directeur musical)

## Discographie
- Sapphos Gesänge - Elisabeth Kulman, mezzo-soprano ; Bo Skovhus, baryton ; Bamberger Symphoniker et Bayerische Staatsphilharmonie, dir. Sebastian Weigle (mai 2010, SACD Tudor) (OCLC 822589082)
- Ballades et romances - Sebastian Noack, baryton ; Manuel Lange, piano (juin 2013, Avi-Music) (OCLC 1039695739)
- Musique de chambre : Quatuor avec piano ; Trio avec piano ; Romance - Hartmut Rohde, alto et Trio Image : Gergana Gergova, violon ; Thomas Kaufmann, violoncelle ; Pavlin Nechev, piano (septembre 2014, SACD Deutschlandradio/Avi-Music) (OCLC 1027739570 et 981898341)
- Mignons Sehnen, lieder - Constance Heller, mezzo-soprano ; Gerold Huber, piano (2018, Solo Musica) (OCLC 1046682000)